# Jean-Paul Gaultier
Pour les articles homonymes, voir Gaultier.
Ne pas confondre avec le nom de l'entreprise qu'il a fondée : Jean Paul Gaultier, ni avec l'auteur Jean-Paul Gautier.
Jean-Paul Gaultier (prononcé en français : [ʒɑ̃ pɔl ɡotje]), né le 24 avril 1952 à Bagneux, est un styliste et grand couturier français, fondateur de l'entreprise Jean Paul Gaultier (sans trait d'union), ainsi qu'un créateur de parfums.
Après de nombreuses expériences dans les maisons de Pierre Cardin, Jacques Esterel, Jean Patou puis de nouveau Pierre Cardin durant les années 1970, il lance sa première collection sous son nom. Si elle retient l’attention, faite de tout et de rien celle-ci est un échec commercial. Mais le groupe japonais Kashiyama lui offre un soutien financier et Jean Paul Gaultier trouve le succès.
Dans les années 1980, figure majeure de cette vague de jeunes créateurs qui révolutionnent la mode, il devient incontournable. Ses défilés spectaculaires, les uns après les autres, renversent les conventions du vêtement. Durant ces années, par le contre-pied qui caractérise souvent ses réalisations, il habille les hommes en femmes, bouscule le mouvement gay, fait défiler des « mannequins » qu'il croise dans la rue, habille les femmes de corsets...
Grand professionnel de la coupe et maîtrisant les classiques de la Couture, créatif et pas uniquement provocateur, ses collections mêlent aussi parfois l'humour et les détournements. La marinière, l'un de ses symboles, est présente dès 1983 lors de sa première collection homme, la première jupe pour homme deux ans plus tard.
Dans les années 1990, Jean Paul Gaultier Parfums voit le jour; c'est également à cette époque que Madonna porte le célèbre bustier à bonnets coniques. Alors que la génération de créateurs des années 1980 refusait le conformisme de la haute couture incarné à l'époque par Yves Saint Laurent ou Carven, Jean Paul Gaultier présente — avec succès — sa première collection sous cette appellation en 1997. Il est récompensé peu après par le CFDA.
En 2004, Jean Paul Gaultier mène, en parallèle des activités à son nom, la création du prêt-à-porter chez Hermès durant six ans. Il lance également au cours des années des lignes complémentaires tel que Junior Gaultier, Gaultier Jean, JPG, ou la ligne unisexe Gaultier², ainsi qu'une luxueuse collection de lingerie avec le fabricant italien La Perla.
S'il est fréquemment surnommé de façon réductrice « l'enfant terrible de la mode » par les médias, Jean-Paul Gaultier, grand couturier, avec sa traditionnelle coiffure en brosse, est considéré mondialement comme un symbole de la culture française, et est devenu une icône de la mode.
Il a également créé des costumes pour le cinéma et pour différents spectacles vivants.

## Biographie

### Débuts
Jean-Paul Victor Raoul Gaultier naît à Bagneux dans une famille modeste de la banlieue parisienne, fils unique d'un comptable et d'une caissière. Ses parents déménagent pour habiter la ville voisine d'Arcueil. Il est entouré de parents affectueux et d'une grand-mère bien-aimée qui l'initie à la couture alors qu'il est très jeune. Ce milieu sera une des sources d'inspiration de ses créations. Le jeune Jean-Paul réalise déjà, alors qu'il n'a que six ans, des expériences « stylistiques » sur son ours en peluche, après avoir découvert des corsets, dans une malle de sa grand-mère, qui deviendront les symboles de sa marque. Sur les bancs de l'école communale, il dessine des femmes costumées de plumes, comme en témoigne son ami d'enfance Jean Teulé. Tous deux ont la même institutrice que Bernard Fixot.
À quinze ans, il dessine les esquisses d'une collection de vêtements pour enfants.
C'est après avoir vu le film Falbalas, de Jacques Becker, où tous les costumes sont dessinés par Marcel Rochas, qu'il se décide à faire de la couture sa profession. Il envoie un dossier à l'entreprise Yves Saint Laurent mais est rejeté (Yves Saint Laurent trouve ses couleurs trop vives). Ses croquis vont alors à Pierre Cardin. Le jour même de ses dix-huit ans, il intègre comme stagiaire la maison de couture, où il restera un peu moins d'un an. Il est d'ailleurs filmé au côté de Pierre Cardin pour l'émission Variances diffusée le 13 novembre 1970 sur l'ORTF. Il rejoint ensuite le « farfelu » Jacques Esterel, puis, en 1971 l'équipe de Jean Patou aux côtés du couturier italien Angelo Tarlazzi.

### Sa marque

Logotype de la maison Jean Paul Gaultier.

En 1974, Jean-Paul Gaultier revient tout de même chez Pierre Cardin, qui l'envoie aux Philippines afin de dessiner les modèles destinés au marché américain. Deux ans plus tard, il lance sa première collection au Palais de la découverte à Paris, et décide de créer sa propre griffe, Jean Paul Gaultier. Malheureusement sa première ligne est un échec, les dettes s'accumulent : « Mon premier défilé était un ratage total. La musique commençait et je ne savais pas quoi mettre aux mannequins. Au moins on s'est jeté à l'eau. En dépit du bon sens, avec tout et n'importe quoi, des sets de table en paille qui devenaient des boléros, un Perfecto sur un tutu porté avec des baskets ». Jean Paul Gaultier pense alors à tout abandonner après sa collection Grease. C'est la maison Kashiyama qui, en lui demandant de dessiner pour sa marque une ligne de vêtements intitulée James Bond, lancera réellement Jean Paul Gaultier.
Les années 1980 voient la marque grandir et connaître un succès fulgurant. Jean Paul Gaultier est soutenu financièrement par des entreprises italiennes. À cette époque Paris voit la mode bouleversée par une nouvelle génération de créateurs abordant le prêt-à-porter sans passer par la haute couture : Montana, Mugler, Alaïa... Pour la plupart, les défilés sont de véritables shows, des spectacles plus que de simples présentations. Dès 1983, la marinière apparaît chez Jean Paul Gaultier, lors de sa collection emblématique Toy Boy. En 1985, il crée une ligne de produits à bas prix intitulée Junior Gaultier, qui sera lancée par des personnes âgées. Il propose également une collection unisexe : les hommes se voient porter des jupes sur les podiums. Tel Saint Laurent qui avait habillé les femmes en hommes, entre autres avec le smoking, il va habiller les hommes en femmes. Un soupçon de provocation sera permanent dès lors aux collections. L'historien Olivier Saillard du musée Galliera dira de lui : « ses détracteurs disent qu'il a trop d'idées, mais c'est plutôt bon signe : il a du flair tout le temps. Il a toujours été en phase avec la rue ». En 1988, une tenue Junior Gaultier est choisie par Jeff Banks comme robe de l'année.
Francis Menuge, son partenaire, meurt du Sida en 1990 : « Francis m'a donné la force de commencer. […] Il m'a aidé à synthétiser et à être plus radical » dira Jean Paul Gaultier. Donald Potard, directeur général depuis 1983, prend la présidence qu'il conservera jusqu'en 2005.
Deux ans plus tard, il lance Gaultier Jean, une ligne de vêtement basé sur le jeans qui s'inspire de la rue et qui devient, en 2004, Jean's Paul Gaultier. En 1994, JPG by Gaultier remplace Junior Gaultier et lance une ligne de vêtement unisexe. Sans grand succès, la ligne disparaît puis revient en 1997. Plus tard avec cette même marque, il propose une collection de prêt-à-porter pour homme.

### Haute couture
En 1997, Jean-Paul Gaultier intègre la Chambre syndicale de la haute couture et crée une collection haute couture appelée Gaultier Paris. La marinière devient robe du soir. Collections après collections, les critiques sont élogieuses.

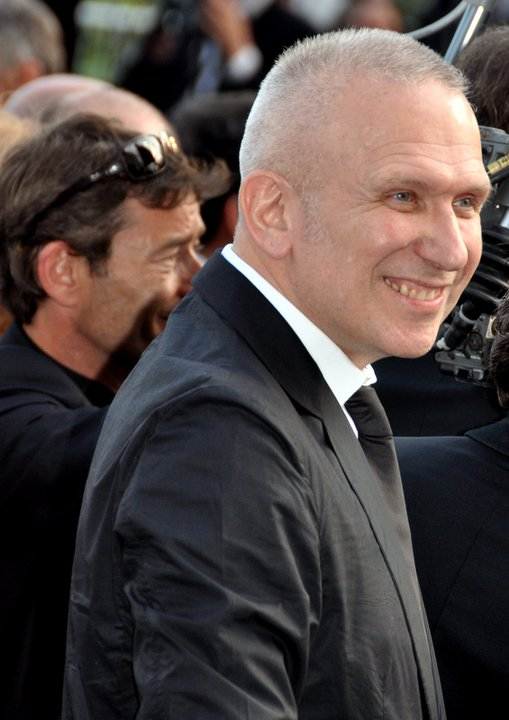
Jean Paul Gaultier au festival de Cannes 2011.

En 2004, Jean Paul Gaultier devient directeur du prêt-à-porter femme chez Hermès jusqu'en 2010. Hermès International possède 35 %, puis 45 % de la société Jean Paul Gaultier et des rumeurs circulent en 2008 sur un possible rachat. Finalement, c'est l'entreprise Puig en 2011 qui rachète les 45 % que possède Hermès International et qui devient propriétaire de la marque (hors parfums). Jean Paul Gaultier devient le directeur artistique de son ancienne maison.
En 2006, il crée la marque Gaultier ² une ligne unisexe à destination des hommes. Pour la collection printemps-été 2008, le final de son défilé voit une robe de mariée avec des cônes pointus au niveau des seins, véritable signature depuis plus de vingt ans du style Gaultier. En 2009, Jean Paul Gaultier en collaboration avec le Groupe Zannier spécialiste des vêtements pour enfants, lance une collection Junior Gaultier. En 2011, ils lancent une collection pour bébé.
Par ailleurs, il existe une gamme d'accessoires comme des bijoux pour dame, la maroquinerie, de chaussures et des lunettes Jean Paul Gaultier. En 2009, la marque Gaultier représente 31 millions € de chiffre d'affaires et en 2011, le magazine Challenges le classe 500e fortune française avec une fortune estimée à 60 millions d'euros.
En 2014, il annonce la fin de ses créations dans le prêt-à-porter, pour se consacrer à la haute couture,. « Le monde du prêt-à-porter a profondément changé. Les contraintes commerciales et le rythme sans cesse accéléré des collections ne donnent plus ni la liberté ni le temps indispensable au ressourcement et à l’innovation » dit-il à Women’s Wear Daily.
Le 17 janvier 2020, Jean-Paul Gaultier annonce que le défilé de 2020 sera son dernier,. Il est remplacé à la création de la haute couture par Chitose Abe.

### Parfums
La marque Jean Paul Gaultier Parfums est lancée en 1991 et commercialisée par Beauté Prestige International (BPI), filiale de Shiseido, jusqu'en 2016. Ils représentent près de 40 % du chiffre d'affaires de l'entreprise.
Le premier parfum est commercialisé, dans un emballage imitant une boite de conserve, en 1993 ; d'abord intitulé simplement Jean Paul Gaultier, il prendra le nom de Classique quelques années plus tard. En rupture sur les codes de la mode de l'époque, incarnés par Kate Moss, « le flacon est un corps de femme gironde, avec les seins en forme d'obus, rien à voir avec la fille brindille CK One, qui signe la tendance du moment » précise la directrice du marketing de Jean Paul Gaultier Parfums, le flacon porte un corset. Si le succès n'était pas prédéterminé, le parfum se retrouve rapidement en rupture.
En 1995, sort le parfum Le Mâle, suivie d'une ligne de cosmétiques pour homme : « Tout beau tout propre » dans les années 2000. En 2009, le couturier lance une gamme de soins et maquillage appelée Monsieur, destinée aux hommes. En 2016, l'artiste et designer Marc Ange a réinterprété les parfums Le Mâle et Classique.

### Vie personnelle
Son compagnon Francis Menuge, qui l'aide à fonder sa société pour lancer sa propre marque, meurt en 1990 du SIDA, après 15 ans de relation.

## Collaborations
Dans le film de science-fiction français Le Cinquième Élément de Luc Besson, sorti en 1997, Jean Paul Gaultier avait été approché puis engagé pour réaliser les costumes.
Pour le jeu Jeune Styliste, sorti en 1998, il dessine quelques modèles de vêtements.
En 1999 et 2011, Jean-Paul Gaultier habille la bouteille de champagne Piper Heidsieck.
À deux reprises, il signe une collection pour La Redoute. La première se nomme Public Gaultier et la seconde, en 2004, est exclusivement pour les femmes. Fin 2009, Jean Paul Gaultier collabore avec la marque discount de lingerie américaine Target, puis avec les chaussures Pataugas.
En 2010, après avoir quitté la maison Hermès, Jean Paul Gaultier se consacre à sa propre marque et à ses projets personnels ; il a présenté en juin 2010 avec Roche Bobois une collection de meubles. Dans les années 1990, il eut déjà une collaboration avec l'éditeur VIA (Valorisation par l'Innovation dans l'Ameublement). La même année, Gaultier s'associe avec la luxueuse marque de lingerie italienne La Perla, collaboration reconduite l'année suivante.
Pour 2011, il s'associe à Alain Mikli pour la conception de lunettes. La même année, il sigle un lingotin d'or d'une once pour CPoR Devises.
En 2012, Jean Paul Gaultier redessine les bouteilles de Coca-Cola Light. Il conçoit avec la maison Paul, un éclair habillé d'une marinière pour fêter son exposition à Barbican Art Gallery de Londres en 2014. Pour son exposition en 2015 au Grand Palais, il rhabille les boîtes de Kusmi Tea.
En 2016, il signe avec OVS, marque de prêt-à-porter italienne.
En 2017, il illustre les régions, provinces et villes de France sur les pièces de 10 € et 50 € et la coupure de 200 € éditées par la Monnaie de Paris. L'UNICEF et Jean Paul Gaultier imaginent des cartes de vœux pour la fin 2017.
Le styliste s'associe à Aura, en 2018, pour une gamme de dellah (cafetière traditionnelle du monde arabe), petites tasses à café, mugs et soucoupes. Il travaille avec le graffeur André pour le graphisme des flacons d'eau d'été des parfums Le Mâle et Classique pour la saison 2018.
En 2019, il signe une collaboration avec la marque de streetwear Supreme pour des vêtements et accessoires.
Le 25 juin 2022, il apparaît avec Iris Mittenaere en tant que premier juge invité de Drag Race France.

## Le style Gaultier
|  |

Jean-Paul Gaultier a acquis la réputation d'« enfant terrible de la mode » française (référence au roman Les Enfants terribles de Jean Cocteau), terme qu'il réfute avec l'âge, n'étant plus un enfant. Il crée une mode vestimentaire inhabituelle et ses défilés sont souvent considérés comme des happenings. Il choisit ses mannequins en surpoids ou âgés ou percés ou tatoués. En effet, le créateur sait s'entourer : il a une vision totalement à contre-courant de la mode. Ainsi voit-on apparaître une collection « éthique », près de vingt ans avant que l'intérêt pour ce mouvement ne se fasse sentir. Le fameux bustier conique de sa robe corset créée en 1983 fait son apparition, porté par Catherine Ringer des Rita Mitsouko, dans leur clip Marcia Baïla. Le style Gaultier s'inspire de la vie quotidienne et de la culture pop.
Ses créations sont portés au cours des années par de nombreuses stars de la chanson comme Sheila qui sera la première chanteuse habillée par Jean Paul Gaultier pour son Zénith en 1985 et le sera encore en 2004, avant Yvette Horner avec sa robe Tour Eiffel. Puis Madonna qu'il habille lors de plusieurs de ses tournées : notamment le Blond Ambition Tour (1990), où il lui fait porter ses mythiques « seins pointus », le Confessions Tour (2006), le MDNA Tour (2012) et plus récemment le Celebration Tour (2023-2024). Il déclarera à de nombreuses reprises sa fascination pour la chanteuse.
Il a également habillé le groupe Nirvana en 1993 ou Depeche Mode quatre ans plus tard.
Jean-Paul Gaultier a aussi créé, entre autres, des tenues pour Mylène Farmer dans les années 1990 ; il signe les tenues sexy que la chanteuse porte sur le shooting de son album Anamorphosée, dans le clip Je t'aime mélancolie, la robe semi-transparente du clip L'Instant X, la tenue noire dans le clip Que mon cœur lâche, le kimono dans le clip L'Âme-Stram-Gram, et le clip Lonely Lisa. Il l'habille à nouveau lors de sa tournée « Tour 2009 » de 2009, pour sa tournée « Timeless » en 2013 et pour sa tournée Mylène Farmer 2019 en 2019.
Il a également créé pour Kylie Minogue lors de sa tournée de 2008.
Le succès grandissant, les commandes se font de plus en plus nombreuses et, de fil en aiguille, le couturier est amené à dessiner des costumes pour diverses représentations et films comme pour Josiane Balasko dans Ma vie est un enfer, pour Kika de Pedro Almodóvar, Le Cinquième Élément de Luc Besson, La Cité des enfants perdus de Jean-Pierre Jeunet.

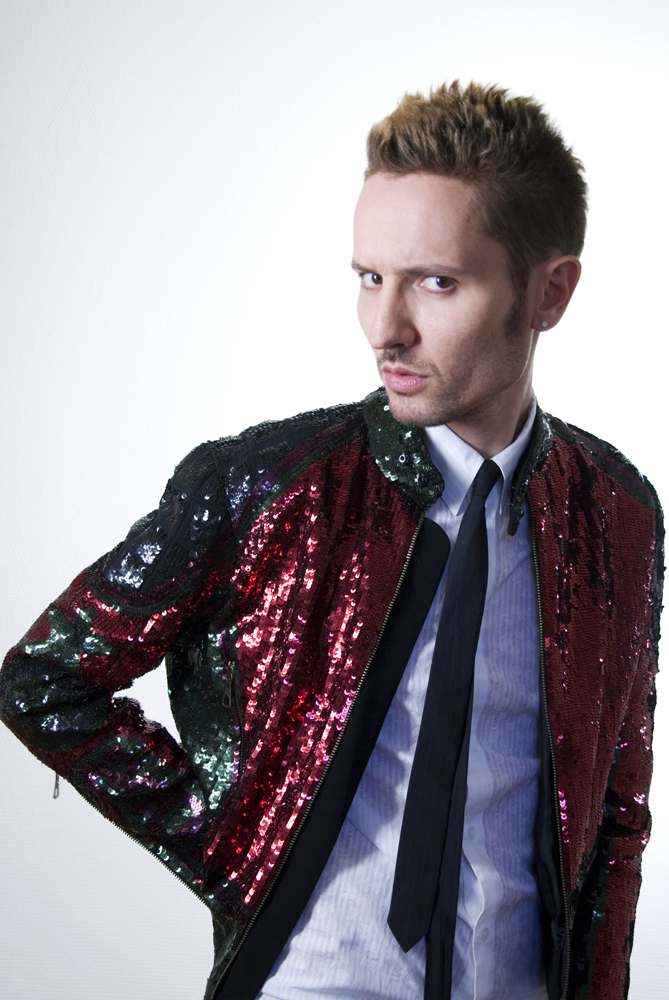
Mannequin habillé d'une veste à paillettes Jean Paul Gaultier.

Jean-Paul Gaultier réalise également les costumes de nombreux spectacles de la chorégraphe Régine Chopinot dont Le Défilé (1985), un spectacle où se mêlent comédiens et mannequins, qui fait date dans l'histoire de la mode et de la danse. En 2008, il crée également pour Angelin Preljocaj les costumes de son spectacle Blanche Neige.
Jean-Paul Gaultier habille aussi des artistes candidats du concours Eurovision de la chanson: Amina, représentante de la France en 1991 ; Dana International, gagnante pour Israël en 1998 (la robe qu'elle porte lors de la remise du trophée) ; Anna Vissi, représentante de la Grèce en 2006 ; Les Fatals Picards pour la France en 2007 ; Anggun représentante de la France en 2012 ; le duo Madame Monsieur pour la France en 2018. En 2013, il réalise l'une des robes portées par la présentatrice suédoise Petra Mede lors du 58e Concours Eurovision de la chanson à Malmö.
Le 6 juillet 2011, la collection haute couture automne/hiver 2011/2012 a comme invitée, Mylène Farmer qui clôture le défilé. Elle présente ainsi une robe de mariée noire faite de plumes comme la plupart des créations de cette collection et nommée par le créateur : Libertine Swan.
Lors de la Fashion Week de Paris, en juillet 2014, il invite à défiler la drag queen barbue Conchita Wurst, gagnante de l'Eurovision 2014, ainsi qu'une femme enceinte dans une robe de mariée.

## Autres activités
En 1989, Jean-Paul Gaultier sort un disque. Ce 45 tours, intitulé How to do that , connaîtra un certain succès mais restera au seuil du Top 50.
En 1994, il joue son propre rôle dans le film Prêt-à-Porter de Robert Altman, film dans lequel on retrouve aux côtés des acteurs principaux, de nombreux stylistes et mannequins-vedettes.
En 1995, il a présenté les MTV Europe Music Awards à Paris. Avec Antoine de Caunes, il a animé l'émission britannique Eurotrash produite par NBdC (Tim Newman, Alex Berger, Antoine de Caunes).
En 2001, il est membre du jury du 1er Festival international du film de Marrakech sous la présidence de l'actrice britannique Charlotte Rampling.
Le 24 mai 2008, il commente pour France 3 le 53e Concours Eurovision de la chanson aux côtés de Julien Lepers en direct de Belgrade en Serbie.
En 2008, il apparait également dans le clip vidéo Boys and Girls de Martin Solveig.
En 2009, Jean Paul Gaultier habille les candidats de la saison 7 de Nouvelle Star sur M6. Le 5 décembre 2009, il est membre du jury de l'élection de Miss France 2010 sur TF1 aux côtés Xavier Deluc, Mareva Galanter, Jimmy Jean-Louis, Farida Khelfa, Jean-Luc Reichmann et présidé par Arielle Dombasle. Quelques jours après, il habille Miss France 2010, Malika Ménard.
Début 2010, il est le parrain des apprentis mannequins de la saison 3 de l'émission Génération Mannequin, diffusée sur NRJ 12.
Après avoir fait défiler Arielle Dombasle sur son défilé Couture PE 2010, c'est Beth Ditto, chanteuse du groupe Gossip, qui clôture a cappella son défilé PAP PE 2010. Il rentre dans la collection Empreintes, une série de documentaires de France 5, grâce au film de Farida Khelfa, muse du créateur, ancienne mannequin et un temps directrice de la couture Gaultier Paris après être passée chez Alaïa.
En mai 2011, Jean Paul Gaultier réalise un reportage intitulé Gaga by Gaultier dans lequel il interviewe la chanteuse Lady Gaga sur sa vie intime.
En 2012, il est nommé juré au 65e Festival de Cannes, notamment au côté de personnalités telles que Diane Kruger ou Ewan McGregor.
En 2012, il joue le neveu d'Huguette et Raymond (Marion Game et Gérard Hernandez) dans la première partie de soirée spéciale Ce soir, ils reçoivent de la série Scènes de ménages sur M6.
Le 19 décembre 2015, il est le président du jury de l'élection de Miss France 2016 se déroulant au Zénith de Lille et retransmise en direct sur TF1. Le jury a pour membres Anggun, Patrick Fiori, Kendji Girac, Frédéric Michalak, Laëtitia Milot et Chloé Mortaud.
En 2016, il a conçu plus de 500 costumes pour la revue THE ONE Grand Show au Friedrichstadt-Palast de Berlin.
En 2016, il témoigne dans le documentaire de France 2 60 ans d'Eurovision présenté par Marianne James.
Du 30 janvier au 3 février 2017, dans l'émission Les Reines du shopping sur M6, il juge, aux côtés de Cristina Cordula, les candidates de la semaine spéciale Le retour des gagnantes qui a pour thème « Tendance avec une pièce en jean ».
Le 16 décembre 2017, il est avec Iris Mittenaere le co-président du jury de l'élection de Miss France 2018 se déroulant à Châteauroux.
En 2018, il prépare une revue spectacle Jean Paul Gaultier Fashion Freak Show aux Folies Bergère, à Paris.
Le 5 octobre 2018, il est invité dans Par Jupiter sur France Inter.
Le 13 octobre 2018, sur France 2, il coanime la première partie de soirée Jean Paul Gaultier fait son show avec Stéphane Bern et Daphné Bürki.
Le 30 janvier 2021, il fait partie des personnalités composants le jury de l'émission Eurovision France, c'est vous qui décidez ! diffusée sur France 2. Il habille également Barbara Pravi lors de sa prestation au Concours Eurovision de la chanson 2021.
En 2021, il devient juré pour la onzième saison de Danse avec les stars.

## Filmographie

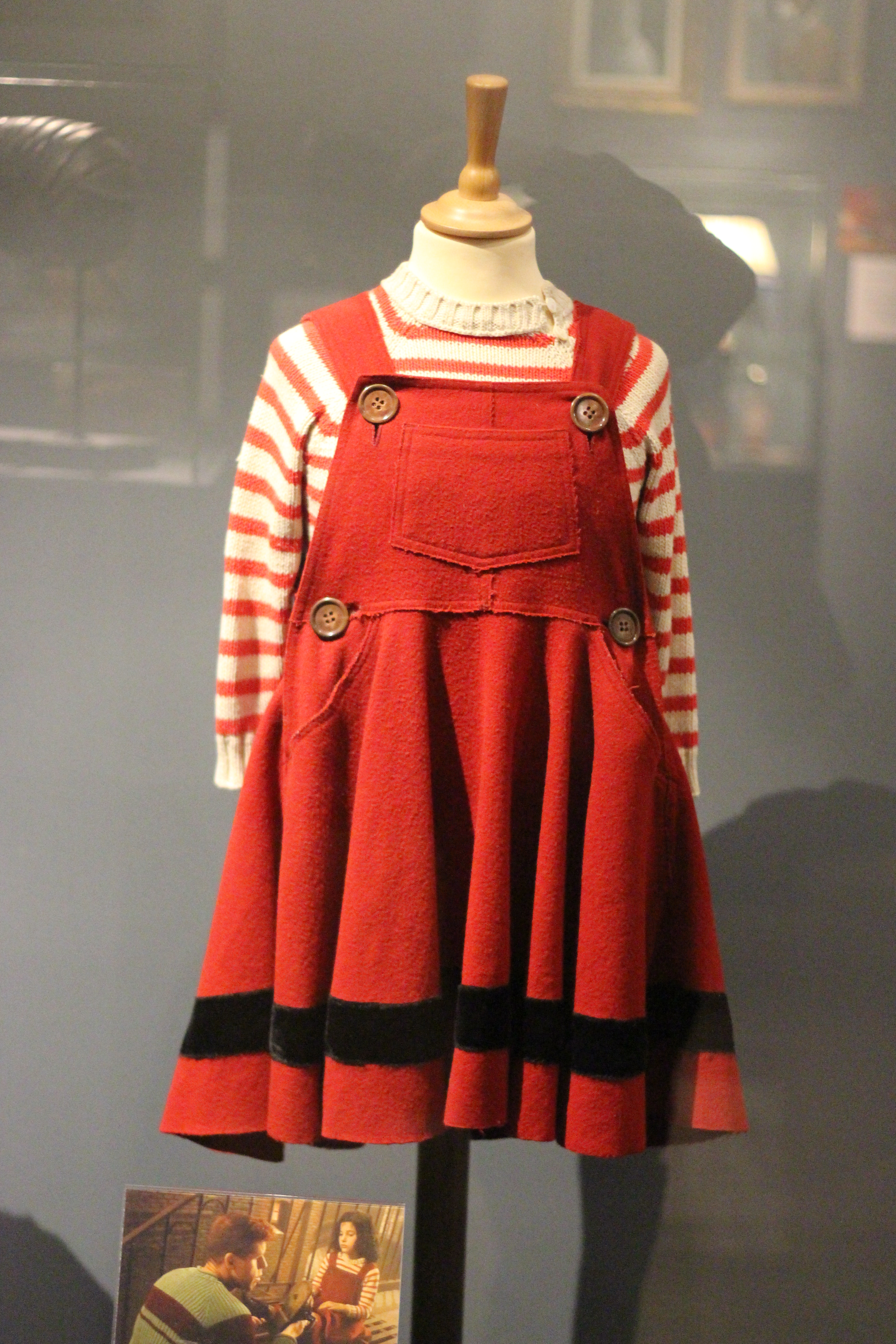
L'un des costumes créés par Jean-Paul Gaultier pour le film La Cité des enfants perdus (1995).

### Création de costumes
- 1989 : Le Cuisinier, le voleur, sa femme et son amant (The Cook, the Thief, His Wife and Her Lover) de Peter Greenaway
- 1991 : Ma vie est un enfer de Josiane Balasko - création des robes spéciales seulement
- 1993 : Kika de Pedro Almodovar - création de tenues de Victoria Abril
- 1995 : La Cité des enfants perdus de Jean-Pierre Jeunet et Marc Caro
- 1997 : Le Cinquième Élément de Luc Besson
- 2004 : La Mauvaise Éducation (La mala educación) de Pedro Almodóvar

### Apparitions
Jean-Paul Gaultier est apparu dans son propre rôle dans quelques films et à la télévision :
- 1994 : Prêt-à-Porter (Ready to Wear) de Robert Altman : lui-même
- 2001 : Absolument fabuleux de Gabriel Aghion : lui-même
- 2012 : Scènes de ménages - prime Ce soir, ils reçoivent : lui-même comme neveu de Raymond et Huguette
- 2016 : Absolutely Fabulous, le film (Absolutely Fabulous: The Movie) de Mandie Fletcher (en) : lui-même

## Reconnaissances

### Décorations
- Chevalier de la Légion d'honneur (2001)[74]
- Commandeur de l'ordre des Arts et des Lettres (2024)[75]

### Prix et distinctions
Il reçoit en 2000 le prix international du Conseil des créateurs de mode américains, en 2006 : Globe de Cristal meilleur créateur de mode. En juin 2010, il reçoit des mains de Kylie Minogue un Award of Inspiration, prix de l'AMFAR récompensant son activité créatrice ainsi que sa lutte contre le Sida; en 2011, un Globe de Cristal meilleur créateur de mode. En 2019, il reçoit le Trophée de la création de costumes pour la comédie musicale Fashion Freak Show.

## Expositions
Du 24 février au 26 juillet 2009, au musée national de la Marine, l'exposition Les marins font la mode met en lumière le travail de Jean Paul Gaultier, avec notamment ses premières collections. Y est exposée la robe Lascar (robe à bandes en tricot de soie marine et ivoire prolongée de plumes d’autruche laquées à décor de rayures), modèle personnel porté par Caroline de Monaco au Bal de la rose de 2000.
Du 17 juin au 2 octobre 2011, il fait l'objet d'une exposition au musée des Beaux-Arts de Montréal. Elle présente les 35 ans de travail du designer avec quelque 120 pièces de haute couture et certaines de prêt-à-porter. Sous la direction de Nathalie Bondil et le commissariat de Thierry Maxime Loriot, cette exposition fait le tour du monde : elle va ainsi être présentée à la fondation Mapfre (Madrid), au Kunsthal de Rotterdam (Pays-Bas), au Brooklyn Museum (États-Unis), au Barbican Museum (Londres), puis à Paris début 2015. Son exposition au Grand Palais de Paris a fait l'objet d'un documentaire intitulé Jean Paul Gaultier au Grand Palais réalisé par Marie-Christiane Marek.
L'exposition Love is Love, au musée des Beaux-Arts de Montréal, présente du 27 mai au 9 octobre 2017 les tenues de mariage créées par le couturier.
L'exposition Cinémode par Jean Paul Gaultier du 6 octobre 2021 au 16 janvier 2022 à la cinémathèque de Bercy à Paris, présente sa vision du parallèle entre mode et cinéma.